# Щеглов, Валериан Васильевич
Валериан Васильевич Щеглов (5 октября 1901, Калуга — 1984) — русский советский живописец, плакатист, один из патриархов советской книжной и журнальной иллюстрации, более 50 лет — со дня основания в 1933 году и до конца жизни — работал художником-иллюстратором в издательстве «Детгиз/Детская литература». Член Союза художников СССР. Заслуженный художник РСФСР (1964).

## Биография
Родился 5 октября 1901 года в Калуге в семье смотрителя городской типографии.
В 1916—1918 годах в учился в Калужском реальном училище, где его преподавателем был В. Н. Левандовский.
С началом Революции стал работать в калужской газете «Коммуна» карикатуристом, в 1920—1925 годах служил в Красной Армии, рисовал агитплакаты.
В 1926 году поступил в Ленинграде в рисовальную школу Общества поощрения художеств, но вскоре оставил её, вернулся в Калугу и возобновил работу в газете. Занимался в художественной студии при Калужском областном музее, заведующим которогоо был его учитель В. Н. Левандовский, принял участие в выставке произведений калужских художников, уехал в Москву.
В 1927—1931 годах в Москве сотрудничал с книжным издательством «Пучина» и многими журналами: «Всемирный следопыт», «Вокруг света», «Знание-сила» и «Дружные ребята». Работая над иллюстрациями к журналам, совершал много поездок по стране. Выполняя иллюстрации к книгам писателя П. П. Гаврилова долгое время жил с ним на кораблях Черноморского флота. В начале 1930-х годов работал над иллюстрациями к «Истории гражданской войны в СССР».
Со дня основания в 1933 году и до конца своей жизни работал в издательстве «Детгиз».
В годы Великой Отечественной войны работал в редакции газеты «Комсомольская правда», создавал плакаты.
Заслуженный художник РСФСР (1964).
Умер в 1984 году.
Сын — Щеглов, Николай Валерианович (1934 года рождения) — художник-график, иллюстратор. Заслуженный художник Российской Федерации (2000).

## Творчество
Известный иллюстратор книг классиков русской и советской литературы выходивших в издательствах «Детгиз» и «Молодая гвардия».
Автор иллюстраций в журналах «Дружные ребята», «Знание-сила», «Смена», «Мурзилка», «Вокруг света», «Всемирный следопыт».
Автор известных агитплакатов Гражданской войны: «Бей, Деникина!», «Все на разгром Врангеля!» и «III Интернационал».
В годы Великой Отечественной войны создал более 300 плакатов («Завоевания Октября не отдадим», 1941; «Товарищ, больше оружия фронту!», 1942; «Немцем меньше — победа ближе!», 1942; «Мартенам нужен лом!», 1942), некоторые плакаты в соавторстве с Н. М. Авакумовым.
Один из иллюстраторов пятитомной «Истории Гражданской войны в СССР» (1930-е).

В середине 30-х годов начал выступать как иллюстратор книг для детей и юношества в основном на историко-революционные темы; в годы Великой Отечественной войны участвовал в создании фронтовых плакатов. Детские книги: С. Михалков. Красная армия. 1939; Б. Полевой. Повесть о настоящем человеке. 1947; А. Фадеев. Молодая гвардия. 1946, 1947; К. Фельдман. Броненосец «Потемкин». 1955; Ю. Яковлев. Ленинский броневик. 1960; все — издательство «Детская литература».— Художник в современной детской книге: Очерки / Элла Зиновьевна Ганкина. — М.: Советский художник, 1977
С 1926 года участвовал в республиканских, всесоюзных и международных выставках:
- Весенняя отчётная выставка молодых художников (Ленинград, 1926);
- 15 лет РККА (Москва, 1933);
- Выставка графики, посвящённая истории ВКП(б) (Москва, 1939);
- Индустрия социализма (Москва, 1939);
- Отечественная война. 24-я годовщина Красной армии (Куйбышев, 1942);
- Выставка советского изобразительного искусства (Хельсинки, 1950);
- передвижная выставка «Советская графика» (Бухарест-Хельсинки-Прага- Будапешт, 1950);
- Выставка плакатов, репродукций, эстампов (Пекин, 1957).

Работы находятся в Государственной Третьяковской Галерее («Штурм Зимнего» 1936), Государственном Русском Музее, Научной библиотеке Российской Академии художеств, частных коллекциях.